# Električni motocikel
Električni motocikel je motorno kolo, ki ga poganja električni motor. Električno energijo dobavlja polnilna baterija, največkrat litij-ionska. Lahko pa električno energijo dobavlja tudi gorivna celica.

## Proizvajalci električnih motociklov
- Brammo
- Zero Motorcycles
- Lightning Motorcycle
- Energica Motor Company
- Quantya
- Electric Motorsport
- Hollywood Electrics
- YO Bykes[1]

Japonska Yamaha in španski Bultaco planirata predstaviti modele v prihodnosti, najverjetneje tudi ameriški Harley Davidson
Električni motocikel za dirkanje v pospeševanju KillaCycle ima moč 260 kW in pospeši do 100 km/h v 0,97 sekunde. Do četrtine milje pospeši v 7,89 sekundah. Največja hitrost je 274 km/h.